# الشيطان مؤقت!
الشيطان مؤقت! (بالإنجليزية: The Devil Is a Part-Timer!)‏ هي رواية خفيفة يابانية نشرت في 2011 وتم عمل مانغا مقتبسة منها نشرت في 2012 وتم عمل مسلسل أنمي من إنتاج وايت فوكس عرض في 2013.